# Maceió
Maceió je hlavní město brazilského státu Alagoas. Leží na pobřeží Atlantského oceánu a má přibližně 1 milion obyvatel.
Na území dnešního Maceió existovaly od 17. století plantáže cukrové třtiny. V roce 1815 obdržela obec Maceió statut města a v roce 1839 se stalo hlavním městem státu Alagoas.
Nové letiště Zumbi dos Palmares International Airport spojuje Maceió s mnoha brazilskými městy a operuje na některých mezinárodních linkách. Město je sídlem Federální univerzity Alagoas. Nachází se zde Arcibiskupství Maceió.